# Oenothera montevidensis
Oenothera montevidensis är en dunörtsväxtart som beskrevs av W. Dietrich. Oenothera montevidensis ingår i släktet nattljussläktet, och familjen dunörtsväxter. Inga underarter finns listade i Catalogue of Life.